# Lê Ðức Thọ
Lê Ðức Thọ, (Vietnam 1911 - íd. 1990) fou un revolucionari, militar i polític vietnamita, guardonat al costat de Henry Kissinger amb el Premi Nobel de la Pau el 1973, premi que rebutjà. Va néixer amb el nom de Phan Đình Khải.

## Joventut
Nasqué el 14 d'octubre de 1911 a la província vietnamesa de Nam Ha amb el nom de Phan Đình Khải. El 1930 fou un dels artífexs de la fundació del Partit Comunista d'Indoxina. Per aquest motiu les forces colonials franceses el van empresonar des de 1930 fins al 1936, i un altre cop entre 1939 i 1944. Des del seu alliberament ajudà el Viet Minh, moviment vietnamita independentista contra els colonialistes francesos, fins que els Acords de Ginebra foren signats el 1954. A partir d'aquell moment liderà el Politburó Lao Dong del Partit dels Treballs del Vietnam, avui dia Partit Comunista del Vietnam. El 1956 Le Duc Tho fou un dels caps que va supervisar la insurrecció comunista contra el govern del Vietnam del Sud.

## Acords de Pau de París
La Guerra del Vietnam es desenvolupà a partir de 1960 entre guerrillers nacionalistes i comunistes al Vietnam del Sud amb el suport actiu del Vietnam del Nord. El 1964 els Estats Units intervingueren en la guerra, creant el conflicte internacionalment conegut d'avui dia. Entre 1968 i 1973 es realitzaren diverses rondes de negociacions entre ambdues parts a la ciutat de París, en algunes ocasions a nivell públic i altres en privat.
Mentre Xuan Thuy fou el representant de la República Democràtica del Vietnam o Vietnam del Nord a les conferències de París, Le Duc Tho i Henry Kissinger, secretari d'estat del Govern dels Estats Units, engegaren unes converses secretes el febrer de 1970 que van permetre l'alto el foc en els Acords de París de 27 de gener de 1973. Uns acords en els quals, tot i que la presència dels EUA al Vietnam del Sud es mantindria, garantien unes eleccions democràtiques i lliures i la futura reunificació del Vietnam.
El dia 27 de gener és mundialment reconegut com la data de promulgació dels acords de pau, però les negociacions continuaren per necessitat. Els bombardeigs però continuaren el 1973 en diverses regions del Vietnam del Nord, violant-se així els acords de pau de París per amdues parts. El juny del mateix any Le Duc Tho i Kissinger es van reunir, novament, a París per firmar un comunicat d'ajuda mútua i per posar en pràctica la totalitat dels Acords de París.
El 1973 l'Institut Nobel va concedir a Le Duc Tho i Henry Kissinger el Premi Nobel de la Pau pels esforços en els acords de pau que van posar fi a la Guerra del Vietnam. Tot i això, Le Duc Tho va refusar el premi argumentant que el seu país encara no estava en pau.